# Julius Stenzel

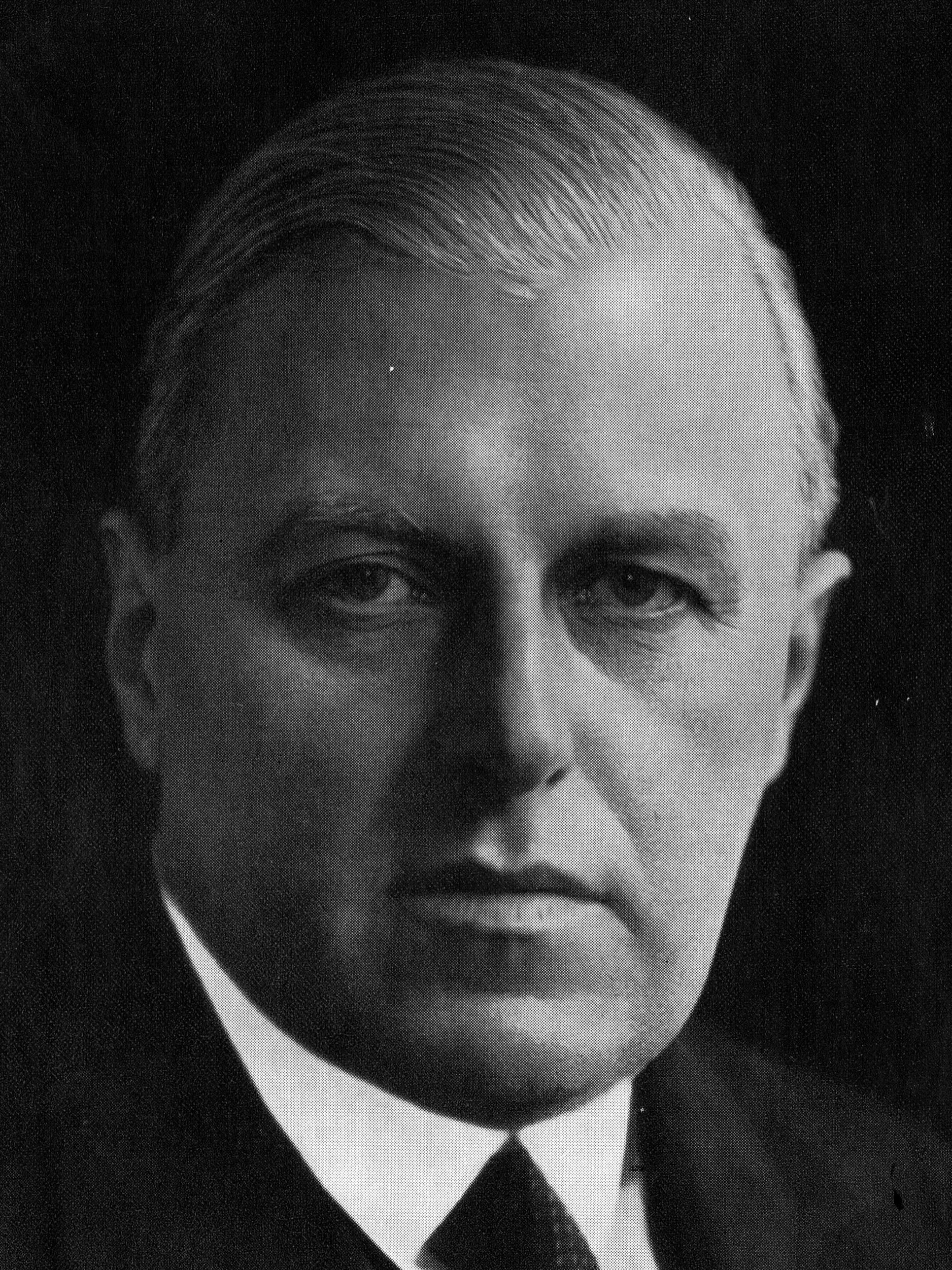
Julius Stenzel (1883–1935), Professor für Philosophie in Kiel und Halle

Julius Stenzel (* 9. Februar 1883 in Breslau; † 26. November 1935 in Halle/Saale) war ein deutscher klassischer Philologe und Philosoph.

## Leben
Nach der Reifeprüfung am Königlichen Wilhelms-Gymnasium in Breslau studierte Stenzel ab 1902 Klassische Philologie an der Universität Breslau. Nach dem Staatsexamen (1907) absolvierte er sein Seminarjahr am Königlichen Gymnasium in Beuthen und arbeitete an seiner Dissertation, in der er sich mit Gattungsunterschieden zwischen den Proömien epischer Gedichte und dem Hymnos befasste (De ratione, quae inter carminum epicorum prooemia et hymnicam Graecorum poesin intercedere videatur). Mit dieser Dissertation wurde er 1908 zum Dr. phil. promoviert. Kurz darauf trat er sein Probejahr am Königlichen Gymnasium in Breslau an, das er ab dem 1. April 1909 am Gymnasium in Neisse fortsetzte. Zum 1. Oktober 1909 wurde er am Königlichen Gymnasium in Breslau fest angestellt und vier Jahre später zum Oberlehrer befördert.
Während des Ersten Weltkriegs leistete Stenzel von 1916 bis 1918 Kriegsdienst als Funker. Er wurde mit dem Eisernen Kreuz II. Klasse ausgezeichnet und am 2. Juni 1918 zum Leutnant ernannt. Nach seiner Rückkehr arbeitete er weiterhin als Oberlehrer in Breslau, betrieb jedoch nebenbei seine Habilitation, die er 1920 in Breslau für das Fach Philosophie erreichte. Ab 1923 nahm er neben seinem Schulamt einen Lehrauftrag für Philosophie an der Universität wahr.
Zum 1. April 1925 verließ Stenzel Breslau und ging an die Universität Kiel, wo er eine ordentliche Professur für Philosophie erhalten hatte. Im selben Jahr wurde er zum korrespondierenden Mitglied der Göttinger Akademie der Wissenschaften gewählt. Einen Ruf an die Universität Basel lehnte er 1931 ab. Stenzel war Mitglied eines Disziplinargremiums, das 1930 einige nationalsozialistische Studenten von der Universität verwies, die den Gottesdienst des liberalen Theologen Otto Baumgarten gestört hatten. Nach der Machtergreifung der Nationalsozialisten wurde Stenzel durch einen Studenten denunziert und vorläufig beurlaubt. Trotz politischer Rehabilitation wurde er am 1. November 1933 aufgrund des § 5 des Gesetzes zur Wiederherstellung des Berufsbeamtentums an die Universität Halle versetzt. Hier starb er zwei Jahre später nach kurzer, schwerer Krankheit. Seine jüdische Ehefrau, die Stenzel 1910 in Breslau geheiratet hatte, emigrierte 1939 mit ihrem Sohn Joachim Stenzel in die USA und lebte in Berkeley, ihre Mutter entzog sich durch Suizid der drohenden Deportation.
Julius Stenzel war einer der prominentesten Platon-Forscher seiner Zeit und verfasste zahlreiche Standardwerke der Philosophiegeschichte, die noch lange nach seinem Tod wiederaufgelegt wurden. Seine Witwe gab 1957 mit Unterstützung von Hans Diller und Gerhard Müller seine Kleine Schriften zur griechischen Philosophie heraus (Darmstadt 1957; Nachdruck 1966, 1972).
Stenzel war auch Mathematikhistoriker. Mit Otto Toeplitz und Heinrich Scholz leitete er ein Seminar über antike Mathematik in Kiel und war mit Otto Neugebauer und Toeplitz Gründer der Quellen und Studien zur Geschichte der Mathematik (1929). 1924 hielt er einen Plenarvortrag auf dem Internationalen Mathematikerkongress (ICM) in Toronto (Anschauung und Denken in der klassischen Theorie der griechischen Mathematik).

## Werke (Auswahl)
- Über zwei Begriffe der platonischen Mystik: Zoon und Kinesis. Breslauer Genossenschafts-Buchdruckerei, Breslau 1914.
- Studien zur Entwicklung der platonischen Dialektik von Sokrates zu Aristoteles. Trewendt & Granier, Breslau 1917.
- Zum Problem der Philosophiegeschichte. Göttingen 1921. Auch in: Kant-Studien, Band 26, S. 416–453. Phil. Habilschrift 1920.
- Zahl und Gestalt bei Platon und Aristoteles. Teubner, Leipzig 1924.
- Wissenschaft und Staatsgesinnung bei Platon. Lipsius & Tischer, Kiel 1927. Rede zur Reichsgründungsfeier der Christian-Albrechts-Universität zu Kiel am 18. Januar 1927.
- Platon der Erzieher. F. Meiner, Leipzig 1928 (2. Auflage Hamburg 1961).
- Metaphysik des Altertums. Oldenbourg, München 1931 (online).
- Die nationale Aufgabe des humanistischen Gymnasiums. In: Neue Jahrbücher für Wissenschaft und Jugendbildung 9 (1933), S. 315–328.
- Philosophie der Sprache. Oldenbourg, München 1934.
- Staat und Geschichte. Oldenbourg, München 1934.
- Platonismus einst und jetzt Rascher, Zürich 1934.

Postum
- Kleine Schriften zur griechischen Philosophie. Gentner, Darmstadt 1956.
- Sinn, Bedeutung, Begriff, Definition. Gentner, Darmstadt 1958.